# CAMI Automotive
CAMI Automotive – fabryka samochodów, niezależna korporacja joint venture zlokalizowana w Ingersoll w Kanadzie, uformowana przez General Motors jako ostatnia część z trójstopniowego programu wdrażającego w Ameryce japoński system zarządzania produkcją samochodów (pozostałe dwa zakłady to NUMMI w Kalifornii oraz Saturn Corporation w Tennessee). Współwłaścicielami fabryki CAMI są w stosunku 50/50 Suzuki i kanadyjski oddział General Motors (General Motors of Canada Ltd.). Roczna zdolność produkcyjna fabryki wynosi 200 tys. sztuk.

## Produkty fabryki
- 1990–2001 Geo Metro/Chevrolet Metro/Pontiac Firefly
- 1998–2004 Suzuki Vitara/Grand Vitara
- 1988 – 1997 Suzuki Sidekick/Geo Tracker/Chevrolet Tracker/GMC Tracker/Asüna Sunrunner/Pontiac Sunrunner
- od 2004 Chevrolet Equinox
- od 2006 Pontiac Torrent
- od 2007 Suzuki XL7